# Агуэра (река)
Агуэра (исп. Agüera) — река на северо-востоке Испании. Берёт своё начало в районе пика Бургуэньо, протекает через территорию Кантабрии и Бискайи, где она также известна под названием Рио-Майор (Río Mayor), и впадает в районе города Ориньон (между Кастро-Урдиалесом и Гурьесо) в Бискайский залив, образуя одноимённый эстуарий — Риа-де-Ориньон (также его называют Гурьесо, по названию муниципалитета).
Из-за своих размеров — длина реки всего 21 км, Агуэра считается самой маленькой из всех крупных рек Кантабрии.